# Биркетт, Артур
А́ртур Э́рнест Ба́ррингтон Би́ркетт (англ. Arthur Ernest Barrington Birkett; 25 октября 1875, Эксетер — 1 апреля 1941, Лондон) — британский крикетист, чемпион летних Олимпийских игр 1900.
На Играх участвовал в единственном крикетном матче Великобритании против Франции, выиграв который, он получил золотую медаль. Всего он набрал 1 очко.